# Binche-Chimay-Binche 2014
La 27e édition de Binche-Chimay-Binche a eu lieu le 7 octobre 2014. La course fait partie du calendrier UCI Europe Tour 2014 en catégorie 1.1.

## Présentation

### Équipes
Classé en catégorie 1.1 de l'UCI Europe Tour, Binche-Chimay-Binche est par conséquent ouvert aux UCI ProTeams dans la limite de 50 % des équipes participantes, aux équipes continentales professionnelles, aux équipes continentales et aux équipes nationales.
Dix-huit équipes participent à ce Binche-Chimay-Binche - sept équipes UCI ProTeams, quatre équipes continentales professionnelles et sept équipes continentales :
| UCI ProTeams            | UCI ProTeams | UCI ProTeams |
| Nom de l'équipe         | Pays         | Code         |
| ----------------------- | ------------ | ------------ |
| AG2R La Mondiale        | France       | ALM          |
| Belkin                  | Pays-Bas     | BEL          |
| BMC Racing              | États-Unis   | BMC          |
| Europcar                | France       | EUC          |
| Giant-Shimano           | Pays-Bas     | GIA          |
| Lotto-Belisol           | Belgique     | LTB          |
| Omega Pharma-Quick Step | Belgique     | OPQ          |

| Équipes continentales professionnelles | Équipes continentales professionnelles | Équipes continentales professionnelles |
| Nom de l'équipe                        | Pays                                   | Code                                   |
| -------------------------------------- | -------------------------------------- | -------------------------------------- |
| Bretagne-Séché Environnement           | France                                 | BSE                                    |
| Cofidis                                | France                                 | COF                                    |
| Topsport Vlaanderen-Baloise            | Belgique                               | TSV                                    |
| Wanty-Groupe Gobert                    | Belgique                               | WGG                                    |

| Équipes continentales                     | Équipes continentales | Équipes continentales |
| Nom de l'équipe                           | Pays                  | Code                  |
| ----------------------------------------- | --------------------- | --------------------- |
| Color Code-Biowanze                       | Belgique              | CCB                   |
| Josan-To Win                              | Belgique              | JTW                   |
| T.Palm-Pôle Continental Wallon            | Belgique              | PCW                   |
| Vastgoedservice-Golden Palace Continental | Belgique              | VGS                   |
| Veranclassic-Doltcini                     | Belgique              | VER                   |
| Verandas Willems                          | Belgique              | WIL                   |
| Wallonie-Bruxelles                        | Belgique              | WBC                   |

## Classement final
|    | Coureur             | Pays       | Équipe                      |    | Temps           |
| -- | ------------------- | ---------- | --------------------------- | -- | --------------- |
| 1  | Zdeněk Štybar       | Tchéquie   | Omega Pharma-Quick Step     | en | 4 h 25 min 17 s |
| 2  | John Degenkolb      | Allemagne  | Giant-Shimano               | +  | 2 s             |
| 3  | Jens Debusschere    | Belgique   | Lotto-Belisol               |    | 2 s             |
| 4  | Greg Van Avermaet   | Belgique   | BMC Racing                  |    | 2 s             |
| 5  | Sep Vanmarcke       | Belgique   | Belkin                      |    | 4 s             |
| 6  | Oliver Naesen       | Belgique   | Lotto-Belisol               |    | 4 s             |
| 7  | Jonas Van Genechten | Belgique   | Lotto-Belisol               |    | 5 s             |
| 8  | Tiesj Benoot        | Belgique   | Lotto-Belisol               |    | 6 s             |
| 9  | Michael Van Staeyen | Belgique   | Topsport Vlaanderen-Baloise |    | 7 s             |
| 10 | Jempy Drucker       | Luxembourg | Wanty-Groupe Gobert         |    | 7 s             |

## Liste des participants
- Liste de départ complète

| Légende | Légende                                                                    | Légende | Légende                                                    |
| ------- | -------------------------------------------------------------------------- | ------- | ---------------------------------------------------------- |
| Num     | Dossard de départ porté par le coureur sur ce Binche-Chimay-Binche         | Pos     | Position à l'arrivée de la course                          |
|         | Indique un maillot de champion national ou mondial, suivi de sa spécialité | NP      | Indique un coureur qui n'a pas pris le départ de la course |
| AB      | Indique un coureur qui n'a pas terminé la course                           | HD      | Indique un coureur qui a terminé la course hors des délais |

| Lotto-Belisol LTB | Lotto-Belisol LTB              | Lotto-Belisol LTB |
| ----------------- | ------------------------------ | ----------------- |
| Num               | Coureur                        | Pos               |
| 1                 | Jens Debusschere (BEL) (Route) | 3e                |
| 2                 | Tiesj Benoot (BEL)             | 8e                |
| 3                 | Sean De Bie (BEL)              | AB                |
| 4                 | Kenny Dehaes (BEL)             | AB                |
| 5                 | Xandro Meurisse (BEL)          | AB                |
| 6                 | Sander Armée (BEL)             | AB                |
| 7                 | Jonas Van Genechten (BEL)      | 7e                |
| 8                 | Oliver Naesen (BEL)            | 6e                |

| AG2R La Mondiale ALM | AG2R La Mondiale ALM             | AG2R La Mondiale ALM |
| -------------------- | -------------------------------- | -------------------- |
| Num                  | Coureur                          | Pos                  |
| 11                   | Gediminas Bagdonas (LTU)         | 24e                  |
| 12                   | Damien Gaudin (FRA)              | AB                   |
| 13                   | Hugo Houle (CAN)                 | 18e                  |
| 14                   | Yauheni Hutarovich (BLR) (Route) | AB                   |
| 15                   | Sébastien Turgot (FRA)           | AB                   |
| 16                   |                                  |                      |
| 17                   | Nico Denz (GER)                  | 32e                  |
| 18                   | Jimmy Raibaud (FRA)              | AB                   |

| Belkin BEL | Belkin BEL               | Belkin BEL |
| ---------- | ------------------------ | ---------- |
| Num        | Coureur                  | Pos        |
| 21         | Jetse Bol (NED)          | AB         |
| 22         | Lars Boom (NED)          | AB         |
| 23         | Jos van Emden (NED)      | 13e        |
| 24         | Jonathan Hivert (FRA)    | AB         |
| 25         | Rick Flens (NED)         | AB         |
| 26         | Sep Vanmarcke (BEL)      | 5e         |
| 27         | Robert Wagner (GER)      | AB         |
| 28         | Maarten Tjallingii (NED) | AB         |

| BMC Racing BMC | BMC Racing BMC          | BMC Racing BMC |
| -------------- | ----------------------- | -------------- |
| Num            | Coureur                 | Pos            |
| 31             | Luke Davison (AUS)      | AB             |
| 32             | Ben Hermans (BEL)       | AB             |
| 33             | Sebastian Lander (DEN)  | AB             |
| 34             | Dylan Teuns (BEL)       | 33e            |
| 35             | Greg Van Avermaet (BEL) | 4e             |
| 36             | Loïc Vliegen (BEL)      | 46e            |
| 37             |                         |                |
| 38             |                         |                |

| Omega Pharma-Quick Step OPQ | Omega Pharma-Quick Step OPQ    | Omega Pharma-Quick Step OPQ |
| --------------------------- | ------------------------------ | --------------------------- |
| Num                         | Coureur                        | Pos                         |
| 41                          | Andrew Fenn (GBR)              | AB                          |
| 42                          | Serge Pauwels (BEL)            | AB                          |
| 43                          | Zdeněk Štybar (CZE) (Route)    | 1er                         |
| 44                          | Niki Terpstra (NED)            | 42e                         |
| 45                          | Guillaume Van Keirsbulck (BEL) | AB                          |
| 46                          | Stijn Vandenbergh (BEL)        | AB                          |
| 47                          | Martin Velits (SVK)            | 34e                         |
| 48                          | Thomas De Gendt (BEL)          | 47e                         |

| Europcar EUC | Europcar EUC           | Europcar EUC |
| ------------ | ---------------------- | ------------ |
| Num          | Coureur                | Pos          |
| 51           |                        |              |
| 52           | Romain Cardis (FRA)    | AB           |
| 53           | Jérémy Cornu (FRA)     | AB           |
| 54           | Jimmy Engoulvent (FRA) | AB           |
| 55           | Taruia Krainer (FRA)   | 16e          |
| 56           | Morgan Lamoisson (FRA) | 41e          |
| 57           | Kévin Réza (FRA)       | AB           |
| 58           | Angélo Tulik (FRA)     | AB           |

| Giant-Shimano GIA | Giant-Shimano GIA     | Giant-Shimano GIA |
| ----------------- | --------------------- | ----------------- |
| Num               | Coureur               | Pos               |
| 61                | Nikias Arndt (GER)    | AB                |
| 62                | Bert De Backer (BEL)  | AB                |
| 63                | Brian Bulgaç (NED)    | AB                |
| 64                | Roy Curvers (NED)     | 39e               |
| 65                | John Degenkolb (GER)  | 2e                |
| 66                | Koen de Kort (NED)    | 38e               |
| 67                | Tom Stamsnijder (NED) | 45e               |
| 68                | Tom Veelers (NED)     | AB                |

| Bretagne-Séché Environnement BSE | Bretagne-Séché Environnement BSE | Bretagne-Séché Environnement BSE |
| -------------------------------- | -------------------------------- | -------------------------------- |
| Num                              | Coureur                          | Pos                              |
| 71                               | Florian Vachon (FRA)             | 27e                              |
| 72                               | Vegard Stake Laengen (NOR)       | AB                               |
| 73                               | Romain Feillu (FRA)              | AB                               |
| 74                               | Anthony Delaplace (FRA)          | AB                               |
| 75                               | Clément Koretzky (FRA)           | 23e                              |
| 76                               | Christophe Laborie (FRA)         | AB                               |
| 77                               | Pierre-Luc Périchon (FRA)        | AB                               |
| 78                               | Arnaud Gérard (FRA)              | AB                               |

| Cofidis COF | Cofidis COF              | Cofidis COF |
| ----------- | ------------------------ | ----------- |
| Num         | Coureur                  | Pos         |
| 81          | Edwig Cammaerts (BEL)    | AB          |
| 82          | Gert Jõeäär (EST)        | AB          |
| 83          | Christophe Laporte (FRA) | 14e         |
| 84          | Adrien Petit (FRA)       | 11e         |
| 85          | Stéphane Poulhiès (FRA)  | 40e         |
| 86          | Florian Sénéchal (FRA)   | 37e         |
| 87          | Romain Zingle (BEL)      | 15e         |
| 88          |                          |             |

| Topsport Vlaanderen-Baloise TSV | Topsport Vlaanderen-Baloise TSV | Topsport Vlaanderen-Baloise TSV |
| ------------------------------- | ------------------------------- | ------------------------------- |
| Num                             | Coureur                         | Pos                             |
| 91                              | Michael Van Staeyen (BEL)       | 9e                              |
| 92                              | Kenneth Vanbilsen (BEL)         | 48e                             |
| 93                              | Jelle Wallays (BEL)             | 30e                             |
| 94                              | Zico Waeytens (BEL)             | 21e                             |
| 95                              | Tom Van Asbroeck (BEL)          | 17e                             |
| 96                              | Gijs Van Hoecke (BEL)           | 26e                             |
| 97                              | Pieter Jacobs (BEL)             | 29e                             |
| 98                              | Thomas Sprengers (BEL)          | AB                              |

| Wanty-Groupe Gobert WGG | Wanty-Groupe Gobert WGG | Wanty-Groupe Gobert WGG |
| ----------------------- | ----------------------- | ----------------------- |
| Num                     | Coureur                 | Pos                     |
| 101                     | Jérôme Baugnies (BEL)   | AB                      |
| 102                     | Laurens De Vreese (BEL) | AB                      |
| 103                     | Jempy Drucker (LUX)     | 10e                     |
| 104                     | Jan Ghyselinck (BEL)    | AB                      |
| 105                     | Roy Jans (BEL)          | 44e                     |
| 106                     | Björn Leukemans (BEL)   | AB                      |
| 107                     | Thomas Degand (BEL)     | AB                      |
| 108                     | Kévin Van Melsen (BEL)  | AB                      |

| Josan-To Win JTW | Josan-To Win JTW       | Josan-To Win JTW |
| ---------------- | ---------------------- | ---------------- |
| Num              | Coureur                | Pos              |
| 111              | Jonathan Breyne (BEL)  | AB               |
| 112              |                        |                  |
| 113              | Robin Venneman (BEL)   | NP               |
| 114              | Angelo De Clercq (BEL) | AB               |
| 115              | Niels De Rooze (BEL)   | AB               |
| 116              | Dirk Finders (GER)     | AB               |
| 117              |                        |                  |
| 118              | Benjamin Verraes (BEL) | AB               |

| Verandas Willems WIL | Verandas Willems WIL        | Verandas Willems WIL |
| -------------------- | --------------------------- | -------------------- |
| Num                  | Coureur                     | Pos                  |
| 121                  | Gaëtan Bille (BEL)          | 20e                  |
| 122                  | Olivier Pardini (BEL)       | 35e                  |
| 123                  | Nicolas Vereecken (BEL)     | AB                   |
| 124                  | Louis Convens (BEL)         | AB                   |
| 125                  | Jean-Albert Carnevali (BEL) | 43e                  |
| 126                  | Michael Goolaerts (BEL)     | AB                   |
| 127                  | Joren Touquet (BEL)         | AB                   |
| 128                  | Niels Vandyck (BEL)         | AB                   |

| Veranclassic-Doltcini VER | Veranclassic-Doltcini VER       | Veranclassic-Doltcini VER |
| ------------------------- | ------------------------------- | ------------------------- |
| Num                       | Coureur                         | Pos                       |
| 131                       | Bob Schoonbroodt (NED)          | 25e                       |
| 132                       | Alessandro Soenens (BEL)        | AB                        |
| 133                       | Serge Dewortelaer (BEL)         | AB                        |
| 134                       | Gorik Gardeyn (BEL)             | AB                        |
| 135                       | Tom Goovaerts (BEL)             | AB                        |
| 136                       | Rick Ottema (NED)               | AB                        |
| 137                       | Francesco Van Coppernolle (BEL) | NP                        |
| 138                       | Kevin Verwaest (BEL)            | AB                        |

| Vastgoedservice-Golden Palace Continental VGS | Vastgoedservice-Golden Palace Continental VGS | Vastgoedservice-Golden Palace Continental VGS |
| --------------------------------------------- | --------------------------------------------- | --------------------------------------------- |
| Num                                           | Coureur                                       | Pos                                           |
| 141                                           | Alexander Cools (BEL)                         | AB                                            |
| 142                                           | Sander Cordeel (BEL)                          | 19e                                           |
| 143                                           | Sam Lennertz (BEL)                            | AB                                            |
| 144                                           | Kevin Peeters (BEL)                           | AB                                            |
| 145                                           | Rob Ruijgh (NED)                              | 49e                                           |
| 146                                           |                                               |                                               |
| 147                                           | Alphonse Vermote (BEL)                        | AB                                            |
| 148                                           | Nick Wynants (BEL)                            | AB                                            |

| Color Code-Biowanze CCB | Color Code-Biowanze CCB | Color Code-Biowanze CCB |
| ----------------------- | ----------------------- | ----------------------- |
| Num                     | Coureur                 | Pos                     |
| 151                     | Julien Kaise (BEL)      | AB                      |
| 152                     | Thomas Wertz (BEL)      | AB                      |
| 153                     | Ludovic Robeet (BEL)    | AB                      |
| 154                     | Ludwig De Winter (BEL)  | 22e                     |
| 155                     | Maximilien Picoux (BEL) | AB                      |
| 156                     | Thomas Deruette (BEL)   | AB                      |
| 157                     | Antoine Warnier (BEL)   | 28e                     |
| 158                     | Florent Delfosse (BEL)  | 31e                     |

| Wallonie-Bruxelles WBC | Wallonie-Bruxelles WBC   | Wallonie-Bruxelles WBC |
| ---------------------- | ------------------------ | ---------------------- |
| Num                    | Coureur                  | Pos                    |
| 161                    | Olivier Chevalier (BEL)  | AB                     |
| 162                    | Sébastien Delfosse (BEL) | 36e                    |
| 163                    | Antoine Demoitié (BEL)   | 12e                    |
| 164                    | Tom Dernies (BEL)        | AB                     |
| 165                    | Boris Dron (BEL)         | AB                     |
| 166                    | Jonathan Dufrasne (BEL)  | AB                     |
| 167                    | Loïc Pestiaux (BEL)      | AB                     |
| 168                    | Julien Stassen (BEL)     | AB                     |

| T.Palm-Pôle Continental Wallon PCW | T.Palm-Pôle Continental Wallon PCW | T.Palm-Pôle Continental Wallon PCW |
| ---------------------------------- | ---------------------------------- | ---------------------------------- |
| Num                                | Coureur                            | Pos                                |
| 171                                | Jonathan Baratto (BEL)             | AB                                 |
| 172                                | Claudio Catania (ITA)              | AB                                 |
| 173                                | Guillaume Haag (BEL)               | AB                                 |
| 174                                | Wouter Leten (BEL)                 | AB                                 |
| 175                                | Rudy Rouet (BEL)                   | AB                                 |
| 176                                |                                    |                                    |
| 177                                | Maxime Vekeman (BEL)               | AB                                 |
| 178                                | Andrew Ydens (BEL)                 | 50e                                |